# Comuna de Rozprza
Rozprza (polaco: Gmina Rozprza) é uma gminy (comuna) na Polónia, na voivodia de Lodz e no condado de Piotrkowski. A sede do condado é a cidade de Rozprza.
De acordo com os censos de 2004, a comuna tem 11 948 habitantes, com uma densidade 73,5 hab/km².

## Área
Estende-se por uma área de 162,5 km², incluindo:
- área agricola: 67%
- área florestal: 26%

## Demografia
Dados de 30 de Junho 2004:
|                      | Total   | Total | Mulheres | Mulheres | Homens  | Homens |
| -------------------- | ------- | ----- | -------- | -------- | ------- | ------ |
|                      | pessoas | %     | pessoas  | %        | pessoas | %      |
| População            | 11 948  | 100   | 6152     | 51,5     | 5796    | 48,5   |
| Densidade (pop./km²) | 73,5    | 100   | 37,9     | 37,9     | 35,7    | 35,7   |

De acordo com dados de 2002, o rendimento médio per capita ascendia a 1278,8 zł.

## Subdivisões
- Bagno, Bazar, Biała Róża, Białocin, Bryszki, Budy, Cekanów, Ignaców, Janówka, Kęszyn, Kisiele, Longinówka, Lubień, Łazy Duże, Łochyńsko, Magdalenka, Mierzyn, Milejowiec, Milejów, Niechcice, Nowa Wieś, Pieńki, Rajsko Duże, Rajsko Małe, Romanówka, Rozprza, Stara Wieś, Stara Wola Niechcicka, Straszów, Świerczyńsko, Truszczanek, Wroników, Zmożna Wola.

## Comunas vizinhas
- Gorzkowice, Kamieńsk, Łęki Szlacheckie, Piotrków Trybunalski, Ręczno, Sulejów, Wola Krzysztoporska